# E. E. Clive
Edward Erskholme Clive  (n. 28 august 1879, Blaenavon⁠(d), Țara Galilor, Regatul Unit al Marii Britanii și Irlandei – d. 6 iunie 1940, North Hollywood, California, SUA) a fost un actor galez. A jucat numeroase roluri secundare la Hollywood din 1933 până la moartea sa.

## Filmografie completă
- Cheaters at Play (1932) - Steward

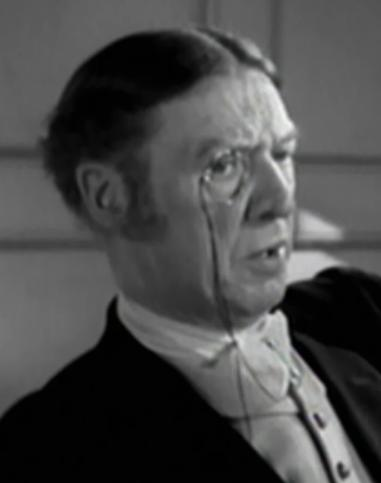
E. E. Clive ca Sir Harry Lorradaile în filmul Little Lord Fauntleroy de David O. Selznick.

- Horse Play (1933) - Scotland Yard Officer (nemenționat)
- The Invisible Man (1933) - Constable Jaffers
- Long Lost Father (1934) - Spot Hawkins
- The Poor Rich (1934) - Lord Fetherstone
- Riptide (1934) - Major Mills (nemenționat)
- One More River (1934) - Chayne
- Bulldog Drummond Strikes Back (1934) - Bobby With Mustache
- Charlie Chan in London (1934) - Detective Sergeant Thacker
- The Gay Divorcee (1934) - Chief Customs Inspector (nemenționat)
- Father Brown, Detective (1934) - Sergeant Dawes
- The Little Minister (1934) - Sheriff Greer (nemenționat)
- Tin Pants (1934)
- David Copperfield (1935) - Sheriff's Man (nemenționat)
- The Mystery of Edwin Drood (1935) - Mayor Thomas Sapsea
- Gold Diggers of 1935 (1935) - Westbrook - Thorpe's Chauffeur (nemenționat)
- Mireasa lui Frankenstein (1935) - primar (în germană Bürgermeister)
- We're in the Money (1935) - Jevons, Courtney's Butler
- Atlantic Adventure (1935) - McIntosh
- Page Miss Glory (1935) - Monogram Shirtmaker (nemenționat)
- Three Kids and a Queen (1935) - Coachman (nemenționat)
- A Feather in Her Hat (1935) - Higgins - Pub Proprietor (nemenționat)
- Remember Last Night? (1935) - Coroner's Photographer (nemenționat)
- The Man Who Broke the Bank at Monte Carlo (1935) - Waiter (nemenționat)
- Stars Over Broadway (1935) - Crane
- Kind Lady (1935) - Gramophone Man (nemenționat)
- A Tale of Two Cities (1935) - Judge in 'Old Bailey'
- 1935 Căpitanul Blood (Captain Blood) - Clerk of the Court
- The Widow from Monte Carlo (1935) - Lord Holloway
- Sylvia Scarlett (1935) - Customs Inspector (nemenționat)
- The Dark Hour (1936) - Foot, the Butler
- Little Lord Fauntleroy (1936) - Sir Harry Lorridaile
- Love Before Breakfast (1936) - Yacht Captain (nemenționat)
- The Unguarded Hour (1936) - Lord Hathaway
- Dracula's Daughter (1936) - Sergeant Wilkes
- The King Steps Out (1936) - Tutor (nemenționat)
- Show Boat (1936) - London Producer (nemenționat)
- Trouble for Two (1936) - King
- The Golden Arrow (1936) - Walker
- Palm Springs (1936) - Morgan
- Ticket to Paradise (1936) - Barkins
- The White Angel (1936) - Dr. Smith, a Surgeon (nemenționat)
- Piccadilly Jim (1936) - London Gossip Editor Bill Mechan
- Cain and Mabel (1936) - Charles Fendwick
- Libeled Lady (1936) - Fishing Instructor
- Isle of Fury (1936) - Dr. Hardy
- All American Chump (1936) - J. Montgomery Brantley
- The Charge of the Light Brigade (1936) - Sir Humphrey Harcourt
- Tarzan Escapes (1936) - Masters
- Lloyd's of London (1936) - Magistrate
- Camille (1936) - Saint Gaudens (nemenționat)
- Bulldog Drummond Escapes (1937) - Tenny
- On the Avenue (1937) - Cabby
- They Wanted to Marry (1937) - Stiles
- Maid of Salem (1937) - Bilge
- Ready, Willing and Able (1937) - Sir Samuel Buffington (Credits) / Bloomington (in Film)
- Personal Property (1937) - Cosgrove Dabney
- Night Must Fall (1937) - Guide
- The Road Back (1937) - General (nemenționat)
- The Emperor's Candlesticks (1937) - Auctioneer
- Love Under Fire (1937) - Captain Bowden
- Bulldog Drummond Comes Back (1937) - Tenny
- Danger – Love at Work (1937) - Wilbur
- It's Love I'm After (1937) - First Butler
- The Great Garrick (1937) - Pictures Vendor (nemenționat)
- Live, Love and Learn (1937) - Mr. Palmiston
- Beg, Borrow or Steal (1937) - Lord Nigel Braemer
- Bulldog Drummond's Revenge (1937) - Tenny
- Arsène Lupin Returns (1938) - Alf
- The First Hundred Years (1938) - Chester Blascomb
- Bulldog Drummond's Peril (1938) - Tenny
- Kidnapped (1938) - Minister MacDougall
- Bulldog Drummond in Africa (1938) - Tenny
- Gateway (1938) - Room Steward
- Submarine Patrol (1938) - Briish Officer (nemenționat)
- Arrest Bulldog Drummond (1938) - Tenny
- The Last Warning (1938) - Major Barclay
- Mr. Moto's Last Warning (1939) - Port Commandant General (nemenționat)
- The Little Princess (1939) - Mr. Barrows
- I'm from Missouri (1939) - Mr. Arthur, Duke of Cricklewood
- Bulldog Drummond's Secret Police (1939) - Tenny
- The Hound of the Baskervilles (1939) - Cabby
- Rose of Washington Square (1939)[4] - Barouche Driver
- Man About Town (1939) - Hotchkiss, Arlington's Butler
- Bachelor Mother (1939) - Merlin's Butler
- Bulldog Drummond's Bride (1939) - Tenny
- The Adventures of Sherlock Holmes (1939) - Inspector Bristol
- Raffles (1939) - Barraclough
- The Honeymoon's Over (1939) - Col. Shelby
- The Earl of Chicago (1940) - Mr. Redwood
- Congo Maisie (1940) - Horace Snell
- Adventure in Diamonds (1940) - Mr. MacPherson
- Pride and Prejudice (1940) - Sir William Lucas
- Foreign Correspondent (1940) - Mr. Naismith (nemenționat)
- Flowing Gold (1940) - Mr. Naismith (nemenționat) (ultimul rol de film)